# Parque Estadual do Acaraí

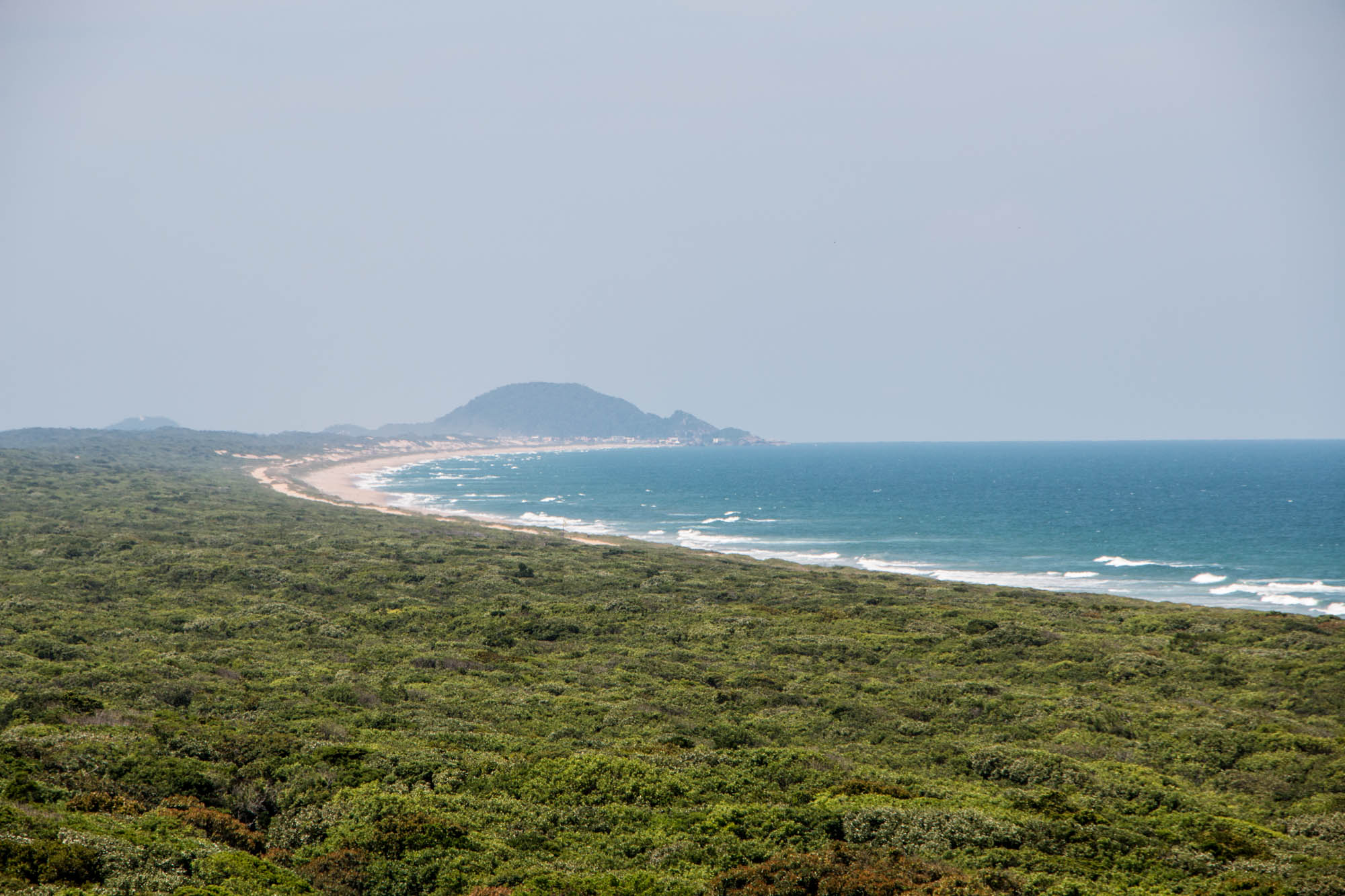
O Parque Estadual Acaraí além do rio tem como vizinho o o Oceano Atlântico por mais de 20 km de praia em linha reta.

O Parque Estadual Acaraí, criado em 23 de setembro de 2005 pelo Decreto Estadual Nº 3.517, está localizado no município de São Francisco do Sul, no estado de Santa Catarina. A unidade é administrada pela Fundação do Meio Ambiente - FATMA - e possui Conselho Consultivo. 
Esta unidade de conservação estadual conta com uma área aproximada de 6.667 hectares, localizada na planície litorânea (indo de um a 50 metros de altitude) da ilha de São Francisco, somado o arquipélago Tamboretes, pertencentes ao município de São Francisco do Sul.
O parque é dividido em quatro áreas: a área tangível, aberta à visitação pública; as zonas primitiva e de pesquisas; e a intangível, esta última onde o homem não pode circular, como forma de se manter intacta a flora e fauna e, no caso especifico desta reserva, da ictiofauna, para a sua harmonia natural primitiva de procriação das espécies.
A vegetação do Parque Estadual Acaraí é endêmica, de restinga, em grande parte ainda intacta entre a faixa litorânea da Praia Grande (com mais de 20 quilômetros), até nascentes dos rios Perequê e do Acaraí, incluindo nas margens das lagoas que formam e são de procriação natural da ictiofauna.
Entre as espécies encontradas na região do parque pode-se citar os tatus, capivaras, paca, cutias, lontras, tamanduás, quatis, gambás, macacos-prego, grachains, mãos-peladas, cobras raras e venenosas, Há muitas aves raras, algumas em via de extinção, e que têm sido observada nos últimos 20 anos: a garça real (pilherodius pileatus), o martim-pescador-grande (Ceryle torquata), o pica-pau-de-banda-branca (dryocopus lineatus), fora muitas outras espécies ainda não identificadas. Ainda lá vivem curiós, beija-flores, corujas, tucanos e saíras de várias espécies, gaturanos, bonitolindos, sanhaços-azuis, jacus, inhambus, macucos, coleiros, socós, mergulhões, joão-de-barro, rolinhas, pintassilgos, aracuãs, tirivas, arapongas, sabiás, canário da terra, tico-ticos e muitas espécies de garças. O inventário das espécies ainda está em estudos pelos técnicos da FATMA.  Uma ave rara que era comum há duas décadas e se tornou rara a aparição na área desta reserva é o cuspidor–de-máscara-preta, (conopophaga melanops), e que varia de incomum a localmente comum, e habita o estrato baixo das florestas úmidas das baixadas litorâneas da Serra do Mar e é conhecido também por chupa-dente-de-máscara.